# توم نيكولز (لاعب كرة قدم)
توم نيكولز (بالإنجليزية: Tom Nichols)‏ هو لاعب كرة قدم بريطاني في مركز الهجوم، ولد في 28 أغسطس 1993 في ويلينغتون ‏ في المملكة المتحدة. لعب مع نادي إكزتر سيتي ونادي باث سيتي ونادي بيتربورو يونايتد ونادي هيرفورد.

## وصلات خارجية
- توم نيكولز على موقع قاعدة بيانات كرة القدم.إي يو (الإنجليزية)
- توم نيكولز على موقع Soccerbase.com (لاعب) (الإنجليزية)
- توم نيكولز على موقع Soccerway.com (الإنجليزية)